# Isoura
Isoura é um gênero de traça pertencente à família Arctiidae.